# Litla Ulvesøya
Litla Ulvesøya est une île norvégienne du comté de Hordaland appartenant administrativement à Bømlo.

## Description
Rocheuse et couverte d'arbres, elle s'étend sur environ 653 m de longueur pour une largeur approximative de 230 m. 